# دينار سويسري
الدينار السويسري هو الاسم الذي أُطلق على العملة التي كانت تتداول في المنطقة الكردية شمالي العراق (إقليم كُردستان) بين حرب الخليج الثانية (1991) والغزو الأمريكي للعراق (2003). ضمن هذه الفترة كانت كردستان العراقية شبه مستقلة حينما ضعفت الحكومة المركزية في بغداد، وإثر حظر الطيران الذي فرضه الجيش الأمريكي على شمالي العراق.

## التسمية
سبب تسميته بـ«سويسري» غير معروف، لكن هناك تفسيران محتملان:
- التفسير الأول المحتمل هو أن لوحات طباعة العملة جاءت من سويسرا، على الرغم من أن الأوراق النقدية طُبعت بالفعل في المملكة المتحدة.[2] بعد الحرب، كانت العراق خاضعة للعقوبات الاقتصادية التي أذنت بها قرارات الأمم المتحدة، تم حظر استمرار استيراد الأوراق النقدية «السويسرية»، وبدأ البنك المركزي العراقي في الطباعة المحلية لدينار عراقي جديد.[بحاجة لمصدر]

- التفسير الثاني المحتمل هو أنه قبل حرب الخليج، كان العراق تاريخياً دولة ذات معدل تضخم منخفض، على غرار سويسرا.[3]

## التاريخ

### فترة ما بين الحربين
انفصل الدينار «السويسري» عن الدينار العراقي عقب رفض أكراد العراق الاعتراف بالأوراق المالية العراقية التي صدرت بموجب قرار الحكومة العراقية بعد حرب الخليج الثانية، ومواصلة التداول بالأوراق القديمة من الطباعة السويسرية في الشمال، رغم إلغائها في باقي العراق. أسفر العزل السياسي للمنطقة الكردية عن تطوير اقتصادين منفصلين ذوي عملتين منفصلتين، حيث اختلفت قيمة «الدينار السويسري» عن الدينار العراقي الرسمي تدريجيا.
لم يكن الدينار السويسري عملة رسمية ولا يدعمه أي مصرف أو حكومة. نبعت صلاحية الأوراق المالية وقيمتها من موافقة اجتماعية بين الأكراد لا غيرها. نادرا ما يتطور نظام مالي دون أي دعم من مؤسسة ما، حيث اجتذبت هذه الحالة اهتمام الاقتصاديين في العالم إذ برهنت أساس الموافقة الاجتماعية في تشكيل نظام مالي.

### ما بعد الحرب
بعد غزو العراق عام 2003، قررت سلطة الائتلاف المؤقتة، التي أنشأتها قوات التحالف، أن العراق بحاجة إلى عملة موحدة جديدة، ولكن تحديد سعر صرف مناسب كان صعبًا نسبيًا. ظل سعر الصرف في السوق لدينار صدام إلى الدينار السويسري حوالي (100: 1) من 1998 إلى يناير 2002، ولكن مع بدء الغزو، ارتفعت العملة الكردية إلى (300: 1)، وانخفضت بعد ذلك إلى (250: 1). بعد مزيد من التحقيق، قررت سلطة الائتلاف المؤقتة أنه سيكون من الأفضل معادلة العملتين من خلال تعادل القدرة الشرائية، والتي كانت حوالي (100: 1). وبعد مزيد من البحث، قرر التحالف اعتماد سعر الصرف الثابت بين سعر السوق وسعر تعادل القوة الشرائية، وربط العملة رسمياً بـ 150 دينار صدامي لكل دينار سويسري.
كانت هناك طريقتان مقترحتان لتوحيد العملات. الأول هو طباعة مجموعة جديدة من أوراق الدينار السويسري وتوزيعها على الجنوب. ومع ذلك، سيؤدي ذلك إلى احتياج 80٪ من السكان إلى استبدال أوراق دينار صدام بالدينار السويسري. نظرًا لأن طباعة المزيد من أوراق دينار صدام لم يكن مفضلاً سياسيًا، بعد التشاور مع خبير عملة، قرر التحالف تغيير لوحات الدينار السويسري إلى فئات دينار صدام. سيسمح هذا بأقل قدر من تبادل العملات، ولكنه أيضًا يزيل صورة صدام عن العملة. تم إنشاء العملة السويسرية الجديدة بلون مختلف لتمييزها عن العملة القديمة.
وبحسب ما ورد، كان التبادل سريعًا نسبيًا وبدون حوادث، باستثناء هجومين فاشلين على قوافل العملة.